# Грязнов Вадим Вікторович
Вадим Вікторович Грязнов (рос. Вадим Викторович Грязнов; нар. 13 березня 1986, Прага, Чехословаччина) — російський футболіст, півзахисник та захисник.

## Життєпис
Народився в Празі. Футбольну кар'єру розпочав 2004 року в івановському «Текстильнику-2», який виступав в аматорському чемпіонаті Росії. Наступного року переведений до першої команди клубу. У футболці першої команди іванівців дебютував 22 травня 2005 року в нічийному (0:0) домашньому поєдинку 6-го туру зони «Захід» Другого дивізіону проти костромського «Спартака». Вадим вийшов на поле на 66-й хвилині, замінивши Михайла Захарова. У сезоні 2005 року здебільшого виступав за аматорську другу команду «Текстильника» в аматорському чемпіонаті Росії, закріпився в першій команді у сезоні 2006 року. Загалом у першій команді «Текстильника» виступав протягом трьох сезонів, у чемпіонатах Росії зіграв 72 матчі (4 голи), ще 2 поєдинки провів у кубку Росії. На початку січня 2008 року перейшов у «Шексну». У футболці череповецького клубу дебютував 23 квітня 2008 року в переможному (2:1) домашнього поєдинку 2-го туру зони «Захід» Другого дивізіону проти щолковського «Спартака». Грязнов вийшов на поле в стартовому складі, а на 37-й хвилині його замінив Олександр Бутін. У футболці «Шексни» загалом зіграв по одному поєдинку в Другому дивізіоні та кубку Росії. Тому решту сезону 2008 року відіграв в аматорському колективі «Червона Талка» (Іваново).
На початку січня 2009 року підписав контракт зі «Спартаком». У футболці костромського клубу дебютував 25 квітня 2009 року в переможному (1:0) домашньому поєдинку 1/256 фіналу кубка Росії проти вологодського «Динамо». Вадим вийшов на поле на 65-й хвилині, замінивши Андрія Бовтала. У Другому дивізіоні Росії дебютував 2 травня 2009 року в програному (0:4) виїзному поєдинку 4-го туру зони «Захід» проти московського «Локомотива-2». Грязнов вийшов на поле на 68-й хвилині, замінивши Іллю Чижикова. Загалом у сезоні 2009 року зіграв 21 матч у Другому дивізіоні Росії та 2 поєдинки у кубку Росії.
На початку січня 2010 року повернувся до «Текстильника». У футболці івановського клубу дебютував 18 квітня 2010 року в переможному (2:0) виїзному поєдинку 1-го туру зони «Захід» Другого дивізіону проти московського «Торпедо-ЗІЛ». Вадим вийшов на поле в стартовому складі, на 33-й хвилині отримав жовту картку, а на 79-й хвилині його замінив Євген Смірнов. Першим голом у професіональній кар'єрі відзначився 24 травня 2011 року на 28-й хвилині переможного (2:0) домашнього поєдинку 8-го туру зони «Захід» Другого дивізіону Росії проти зуєвського «Знамя Труда». Грязнов вийшов на поле в стартовому складі та відіграв увесь матч. За два сезони, проведені в «Текстильнику», зіграв 48 матчів (1 гол) у Другому дивізіоні, ще 3 поєдинки зіграв у кубку Росії. Окрім цього, у сезоні 2011/12 років виступав в аматорському фарм-клубі «Текстильник-2».
Після цього виступав в аматорському колективі «Кооператор-Вічуга» та «Южа». У сезоні 2017/18 році виступав в окупованому Криму. Спочатку грав в аматорському колективі «Асканія-Південь» (Сімферополь), а також у «Рубіні» (Ялта) та «Кизилташ» (Бахчисарай). Футбольну кар'єру завершив на початку липня 2018 року.